# Alcohol alílico

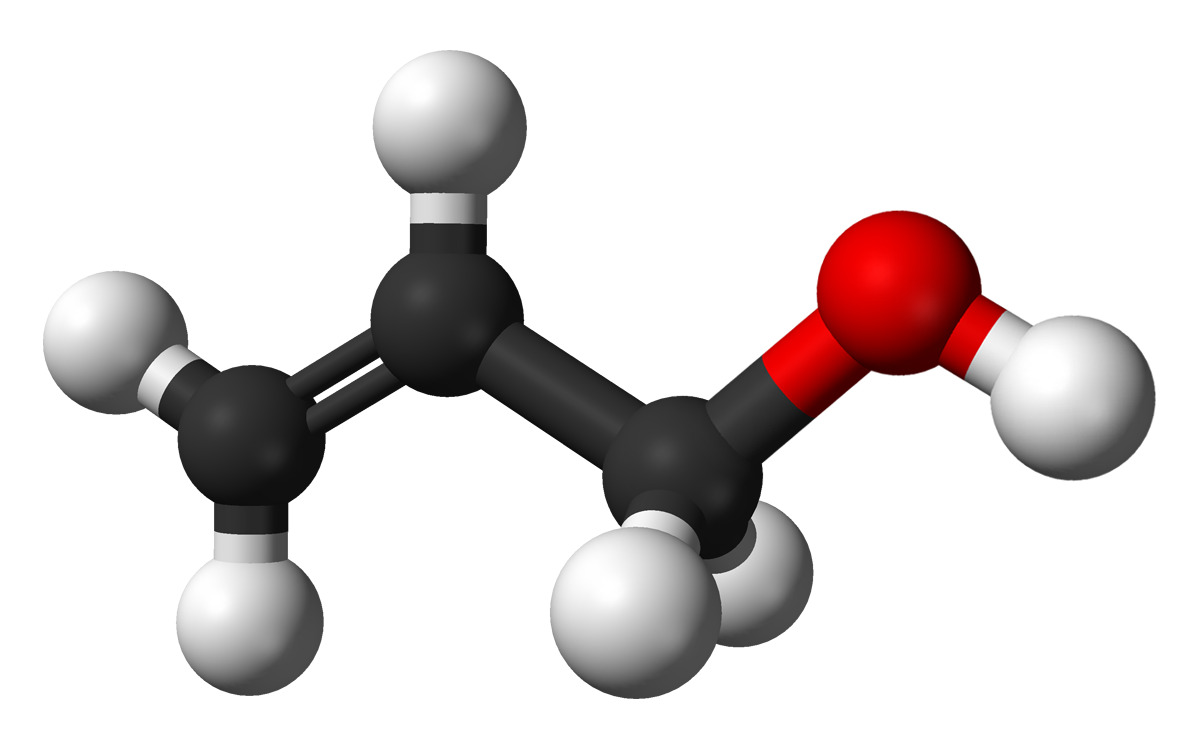
Alcohol alílico. estructura 3D

El alcohol alílico o 2-eno-1-propanol es un compuesto orgánico. Es un líquido incoloro con un olor semejante al etanol en bajas concentraciones, y es soluble en agua. Este compuesto es tóxico, inflamable y en general peligroso. Es utilizado como pesticida y como materia prima para la síntesis de varios productos.
Puede obtenerse de la hidrólisis del 3-cloropropeno, por oxidación del óxido de propeno con Alumbre potásico a altas temperaturas, por deshidratación del propanol, o por reacción del glicerol con ácido fórmico.

## Resumen de la medida de prohibición
En 1984 se suspendió su registro, no está permitido el uso en el control de plagas, en varios países signatarios del Convenio de Róterdam, como por ejemplo Canadá.

## Peligros y riesgos conocidos respecto a la salud humana
- La exposición aguda puede irritar seriamente y quemar piel y ojos. Dolor y visión borrosa pueden conducir a daños permanentes en los ojos, puede causar también irritación de la nariz, garganta y pulmones. Exposiciones altamente agudas pueden ocasionar la formación de fluidos en los pulmones con graves faltas de respiro. Los síntomas de exposiciones muy agudas son: dolor de cabeza, mareo, debilidad y desmayo.
- El allyl alcohol es mutagénico, carcinogénico y los efectos en la reproducción y en el desarrollo no han sido todavía determinados.
- La exposición crónica puede causar daños al hígado y riñones, así como irritación pulmonar. La repetida exposición puede causar bronquitis con tos, flemas y falta de respiro.
- Es absorbido a través de la piel sin heridas en concentraciones tóxicas e incluso letales. Resultando en dermatitis de tipos y grados variables, además en quemaduras de primer y segundo grado con vesiculación.